# Васюринская (станица)
Васю́ринская — станица в Динском районе Краснодарского края Российской Федерации.
Административный центр Васюринского сельского поселения.
Население — 14 829 чел. (2021).

## География
Васюринская расположена на высоком правом берегу Кубани (в настоящее время Краснодарское водохранилище).

## История
Васюринское куренное селение — одно из 40 первых, основанных черноморскими казаками в 1794 году. Название куреня возникло ещё в Сечи и связано с казаком Иваном Васюриным. Это было самое восточное по реке Кубань поселение черноморцев — выше по течению располагались станицы казаков-линейцев, преимущественно выходцев с Дона.
1 (13) февраля 1821 на село напали горцы, в результате стычки погиб хорунжий Синьговский из Черноморского казачьего войска.
Станица Васюринская входила в Екатеринодарский отдел Кубанской области.

## Население
| 1939 | 1959  | 1979    | 2002    | 2010    | 2021    |
| ---- | ----- | ------- | ------- | ------- | ------- |
| 9029 | ↘7954 | ↗10 591 | ↗12 666 | ↗13 339 | ↗14 829 |

Национальный состав
На 2002 год — русские (90,7 %), также проживают армяне (3,8 %), украинцы (2,1 %) и другие.

## Транспорт
В километре западнее станицы расположена одноимённая железнодорожная станция на ветке «Краснодар—Кропоткин», составляющая отдельный населённый пункт. Обеспечивает пригородное сообщение. Расстояние до Динской — 16 км, до Краснодара — 30 км.

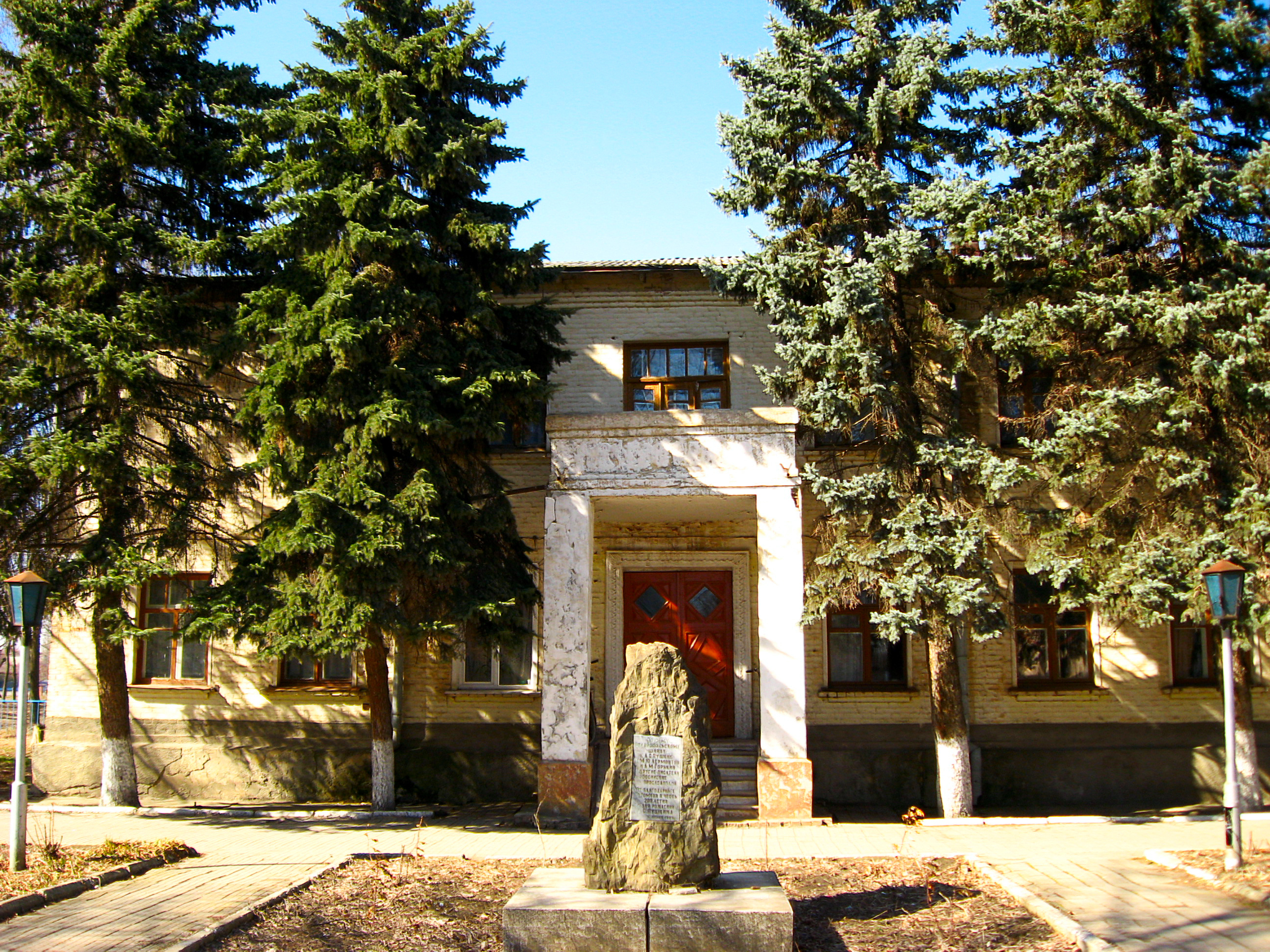
Детская музыкальная школа в станице
Бюст В. И. Чапаева